# Speckenbachtal
Das Speckenbachtal ist ein Naturschutzgebiet in der niedersächsischen Gemeinde Borstel im Landkreis Diepholz und Wietzen im Landkreis Nienburg.

## Allgemeines

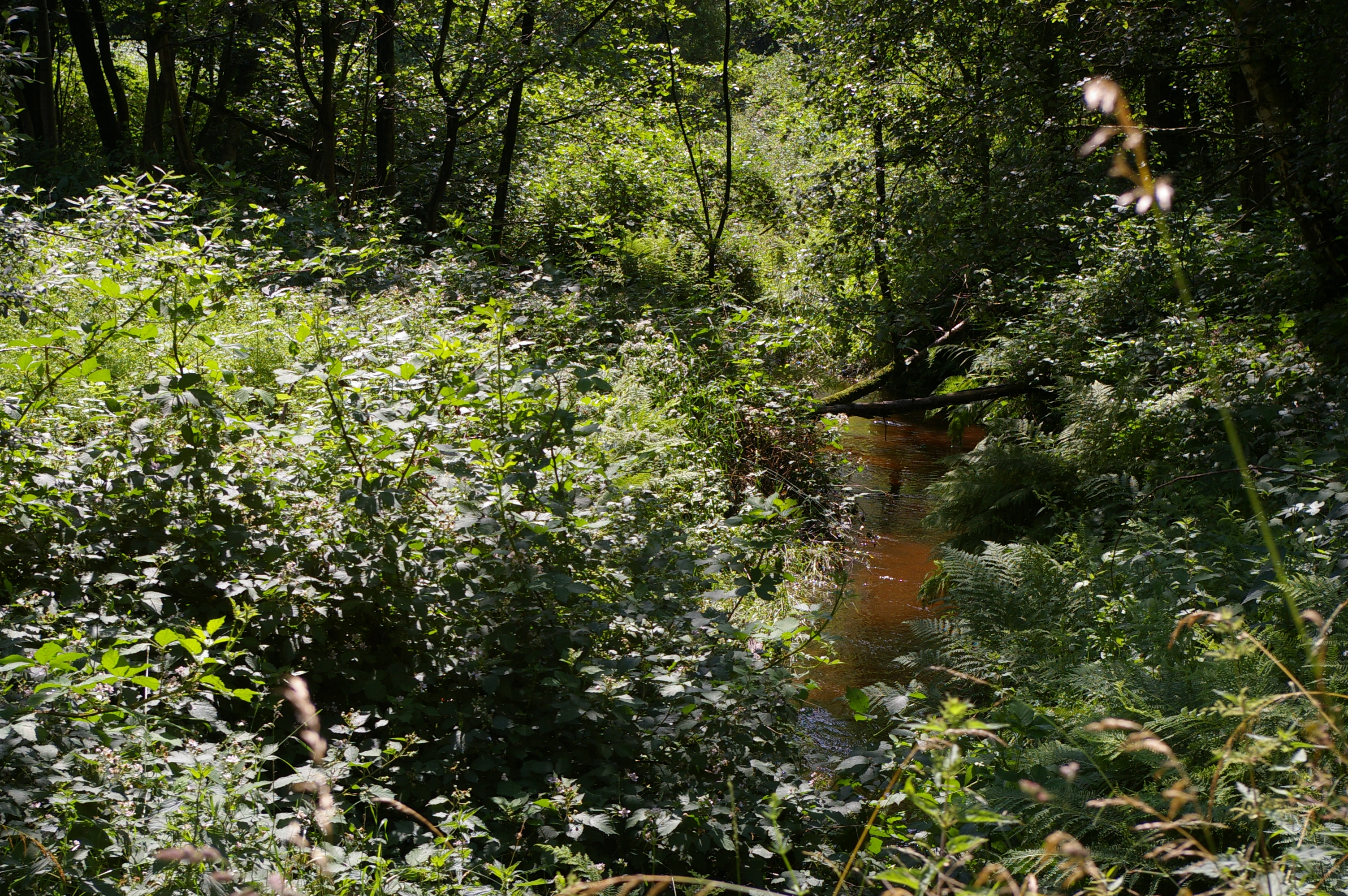
Der namensgebende Bach

Das Naturschutzgebiet mit dem Kennzeichen NSG HA 192 ist circa 45 Hektar groß. Davon entfallen 43 Hektar auf den Landkreis Diepholz und 2 Hektar auf den Landkreis Nienburg. Das Gebiet ist fast vollständig vom Landschaftsschutzgebiet „Herrenhassel-Harbergerheide“ umgeben. Es steht seit dem 16. September 1999 unter Naturschutz. Zuständige untere Naturschutzbehörden sind die Landkreise Diepholz und Nienburg.

## Beschreibung
Das Naturschutzgebiet liegt zwischen Sulingen und Nienburg östlich des Fleckens Siedenburg. Es stellt einen Abschnitt des Speckenbachs und des Triebjebachs sowie die angrenzende Talaue unter Schutz. Letztere wird zu einem Teil landwirtschaftlich als Grünland, Wiese und Weide genutzt, zu einem Teil ist sie bewaldet. An den Bächen finden sich Röhrichte, Seggenriede und Hochstaudenfluren.